# Egon Hostovský

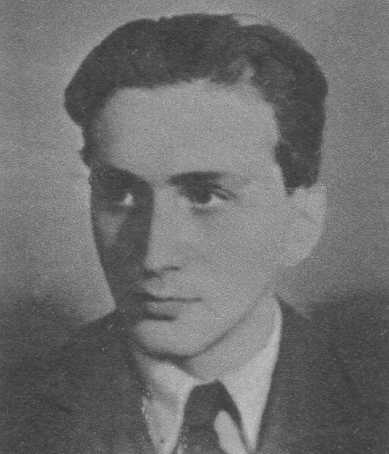
Egon Hostovský

Egon Hostovský (geboren 23. April 1908 in Hronov, Österreich-Ungarn; gestorben 7. Mai 1973 in Montclair, New Jersey) war ein tschechoslowakischer Schriftsteller jüdischer Herkunft.

## Leben
Nach dem Besuch des Gymnasiums in Náchod begann Hostovský 1927 an der Philosophischen Fakultät in Prag zu studieren. 1929 wechselte er kurz nach Wien, schloss das Studium nicht ab. Ab 1930 arbeitete er für Prager Verlage und ab 1937 im Außenministerium. 1939 emigrierte er nach einem Arbeitsbesuch in Brüssel nach Paris, nach dessen Besetzung nach Portugal und in die USA.
1946 kehrte Hostovský zurück und arbeitete wieder im Außenministerium, 1948 arbeitete er zuerst in Dänemark und dann an der Botschaft in Oslo. Er emigrierte erneut in die USA. Hier lehrte er zunächst Tschechische Sprache, schrieb für einige Zeitungen und wurde Redakteur bei Radio Free Europe.
Hostovský war Mitglied der Gruppe 42.

## Werke
Sein Schaffen ist stark durch seine jüdische Herkunft und die Emigration geprägt. Die ersten Werke sind vom Expressionismus beeinflusst. Seine Helden kämpfen mit dem Bösen und sind durch die politische Lage gezwungen, ihre Heimat zu verlassen. In der Fremde suchen sie dann die verlorene Sicherheit und eigene Wurzeln.
- Zavřené dveře – 1926
- Stezka podél cesty – 1928, Psychologischer Roman
- Gheto v nich – 1928, Das Schicksal eines jüdischen Jungen, der neben seinen seelisch zerbrochenen Vater aufwächst. Der Junge versucht vergeblich die Einsamkeit des Vaters zu bekämpfen.
- Danajský dar – 1930, Die Geschichte dreier Geschwister, deren Mutter im Krieg fiel und der Vater als Alkoholiker zurückkehrt.
- Případ profesora Kornera – 1932, schildert die Geschichte eines Professors mit Minderwertigkeitskomplexen. Er versucht durch starke Persönlichkeiten halt zu finden. Sein Bemühen scheitert und er verfällt in noch tiefere Depressionen.
- Černá tlupa – 1933, Konfrontation des Traumes und der Realität, der Jugend und des Erwachsenwerdens. Der junge Held überträgt seine märchenhaften Gedanken in die Kriegswelt. Nach und nach sammelt er Menschen mit gleichen Gedanken um sich.
- Žhář – 1935
- Listy z vyhnanství – 1941
- Sedmkrát v hlavní úloze – 1942
- Úkryt – 1943
- Cizinec hledá byt – 1947
- Nezvěstný – 1951, Spionageroman. Hauptfigur ist Spion in Prag nach 1948.
- Půlnoční pacient – 1954, Geschichte eines Psychiaters, der einen Spion behandelt, der immer Mitternachts kommt.
- Dobročinný večírek – 1957, Eine Handvoll Emigranten unternimmt den Versuch sich näher zu kommen. Der Versuch scheitert, weil sie nicht in der Lage sind einander zu verstehen. Der Abend endet mit einem Mord und einem Diebstahl.
- Obecné spiknutí – 1961, ein fast autobiografisches Buch. Ein Schriftsteller kehrt nach einer Feier in New York in seine Heimat zurück.
- Literární dobrodružství českého spisovatele v cizině – 1966
- Tři noci, 1964, Roman
- Epidemie, 1972, Novelle
- Osvoboditel se vrací, 1972, Schauspiel[1]

### In deutscher Sprache publiziert
- Siebenmal in der Hauptrolle, Roman, Deutsche Verlags-Anstalt/München 2004, ISBN 3-421-05252-2 (dt. v.  Markus Sedlaczek)
- Das Komplott, Diana/München 1964, ISBN 3-935286-39-2 (dt. v. Iris und Rolf Hellmut Foerster)
- Der Mitternachtspatient, Zsolnay/Wien 1958, ISBN 3-552-01026-2 (dt. v. Utta Roy-Seifert)
- Drei Nächte, CreateSpace 2016, ISBN 978-1-5375-3093-2 (dt. von Joachim Mols)
- Epidemie, CreateSpace 2016, ISBN 978-1-5407-7590-0 (dt. von Joachim Mols)
- Der Verschollene, CreateSpace 2017, ISBN 978-1-9739-6500-8 (dt. von Joachim Mols)

## Verfilmungen
- 1957 Spione am Werk (1957) von Regie: Henri-Georges Clouzot nach Der Mitternachtspatient